# 알베르트 (작센)
알베르트(독일어: Albert, 1828년 4월 23일 ~ 1902년 6월 19일)는 독일 제국의 구성국들 가운데 하나인 작센 왕국의 국왕(재위: 1873년 10월 29일 ~ 1902년 6월 19일)이다.

## 생애
알베르트는 1828년 4월 23일에 작센의 드레스덴에서 요한 국왕과 아말리에 아우구스테 폰 바이에른 왕녀 부부의 둘째 아들로 태어났다. 그가 태어나던 당시에 작센 왕국의 국왕은 그의 큰할아버지인 안톤 국왕이었다. 알베르트는 독일의 여러 왕자들과 마찬가지로 군대에서 교육을 받았기 때문에 유능한 군인으로 성장했으며 본 대학교에서 강의를 들었다.
알베르트는 제1차 슐레스비히 전쟁, 프로이센-오스트리아 전쟁, 프로이센-프랑스 전쟁에서 공적을 남겼다. 1849년에는 제1차 슐레스비히 전쟁에 참전한 작센 군대를 지휘하면서 덴마크 군대를 격파했다. 1866년에 일어난 프로이센-오스트리아 전쟁의 쾨니히그레츠 전투에서는 오스트리아 제국 군대와 연합하여 프리드리히 카를 폰 프로이센 왕자가 이끌던 프로이센 왕국 군대를 상대로 전투를 벌였으나 오스트리아-작센 연합군의 패배를 막지 못했다, 하지만 알베르트는 자신의 군사적 재능에 대한 명성을 확립했고 작센 왕국이 전쟁 이후에 북독일 연방에 합류하면서 작센 왕국의 병사들로 구성된 제12군단의 사령관으로 임명되었다.
1870년에 일어난 프로이센-프랑스 전쟁에서는 프리드리히 카를 폰 프로이센 왕자가 이끌던 제2군단의 지휘를 담당했으며 1870년 7월 11일에는 작센 왕국 최초의 육군 원수로 임관했다. 1870년 8월 18일에 일어난 그라블로트 전투에서는 프로이센 군대의 최좌측 진영을 담당했다. 알베르트는 프로이센 군대의 파리 진격 과정에서 제4군단의 사령관으로 임명되었는데 알베르트의 동생인 게오르크는 제12군단의 사령관으로 임명되었다. 알베르트는 스당 전투에서 프랑스 군대를 격파하는 공적을 세웠고 게오르크는 보몽 전투에서 프랑스 군대를 격파하는 공적을 세웠다.
알베르트는 파리 공성전 기간 동안에 프로이센 군대의 북동쪽 부분을 형성했으며 르부르제 전투, 빌리에 전투에서 프랑스 군대를 포위시키는 공적을 세웠다. 알베르트는 1871년에 독일과 프랑스 사이에 프랑크푸르트 조약이 체결된 이후에 프랑스 파리를 점령한 독일 군대를 지휘했으며 파리 코뮌이 몰락할 때까지 지위를 유지했다. 알베르트는 종전 이후에 독일 제국의 육군 사찰관과 원수로 임명되었다.
알베르트는 1873년 10월 29일에 자신의 아버지인 요한 국왕이 사망하면서 작센 왕국의 국왕으로 즉위했다. 알베르트는 정치에 흥미를 갖지 않고 군림하면서 통치하지 않는 입헌 군주의 자세를 가졌다. 1897년에는 리페 후국의 후작위 계승을 둘러싼 분쟁의 중재 과정에 참여했다.
알베르트는 1902년 6월 19일에 슐레지엔에 위치한 지빌레노르트(Sibyllenort, 현재의 폴란드 슈초드레(Szczodre))에서 사망했다. 1853년 6월 18일에는 스웨덴의 구스타브 4세 아돌프 국왕의 손녀이자 구스타프 아브 바사 공작의 딸인 카롤라 아브 바사 공녀와 결혼하였으나 자식은 없었다. 이 때문에 알베르트의 동생인 게오르크가 작센의 왕위를 승계받았다.

## 사진

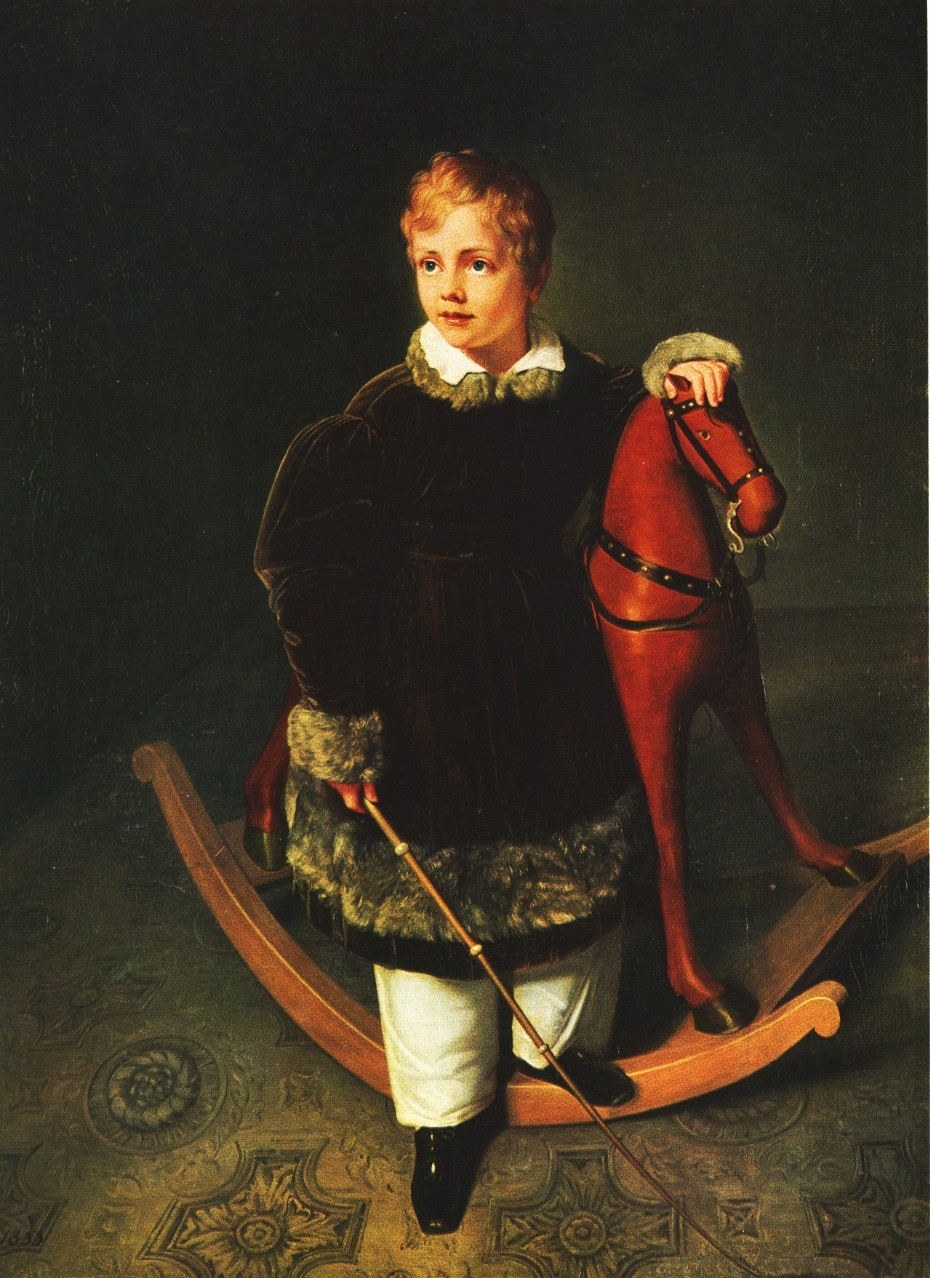
1833년 알베르트의 모습
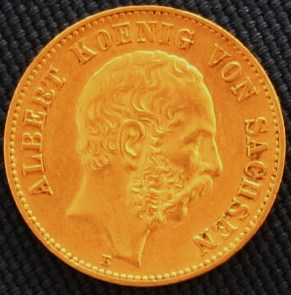
1894년 알베르트의 모습이 새겨진 20 골드마르크
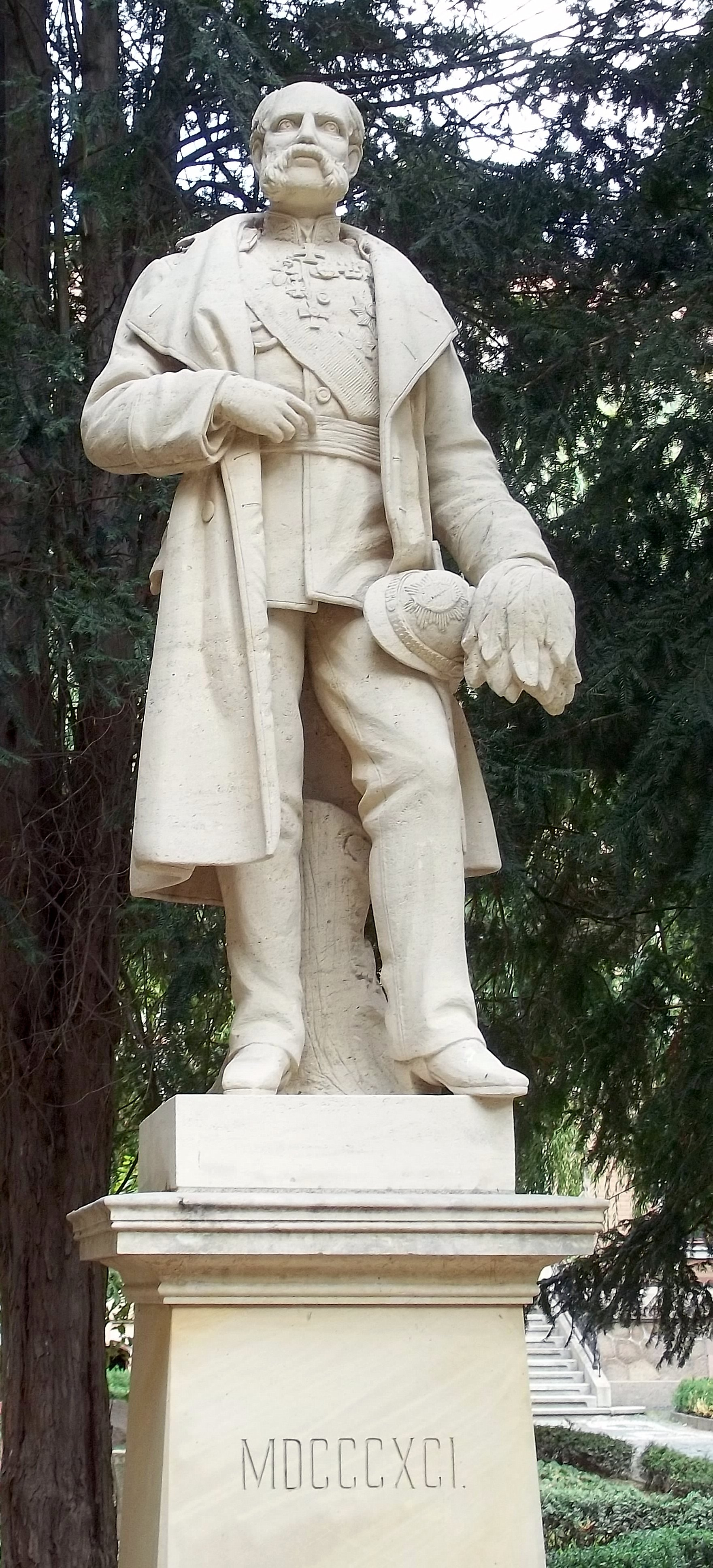
알베르트의 동상